# ويليام لوكهارت جاروود
ويليام لوكهارت جاروود (بالإنجليزية: William Lockhart Garwood)‏ هو محامي وقاضي أمريكي، ولد في 29 أكتوبر 1931 في هيوستن في الولايات المتحدة، وتوفي في 14 يوليو 2011 في أوستن في الولايات المتحدة بسبب نوبة قلبية.